# Rosangélica
Rosangélica é uma telenovela venezuelana produzida e exibida pela Venevisión entre 25 de março e 23 de agosto de 1993.
Original de Delia Fiallo, é um remake das novelas María Teresa e Primavera produzidas em 1972 e 1987, respectivamente.
Foi protagonizada por Sonya Smith, Víctor Cámara e Daniel Alvarado e antagonizada por Lupita Ferrer.

## Sinopse
É a história fascinante do amor de Rosangélica e Oscar Eduardo, cuja relação será embotada como resultado de um passado intimamente ligado às suas vidas. Há vinte anos, Argenis violou sua secretária Gisela. Após esse fato, o marido deste, Robert, assassina a Argenis fazendo o silêncio covarde; Gisela pede desculpas por proteger seu amado marido e é mentalmente afetada por ser mantida em um sanatório para os doentes mentais. O resultado desta violação é Rosangélica, uma bela jovem cheia de vida, nobreza e possuidora de um grande talento: a pintura.
Sua vida é iluminada quando ele aprende amor através de Oscar Eduardo, um médico de profissão. Ele, ao saber que Rosangélica é a filha da mulher, ele odeia tanto, a acusa injustamente e a deixa com uma criança recém nascida, fruto do seu amor. Eles bloqueiam Rosangélica em um asilo depois de sofrer um colapso mental grave. No asilo há um incêndio, incidente no qual todos acreditam que Rosangélica morreu.
Nesta fase da história, aparece Joel que a resgata e a transforma em um famoso modelo chamado Lorena Paris, a quem Joel apaixonadamente se apaixona. Rosangélica recuperará a memória e resolverá todas as incógnitas de seu passado, até que a reunião chegue com o Oscar Eduardo.

## Elenco
- Sonya Smith - Rosangélica González Hernández / Elisa Montero
- Víctor Cámara - Oscar Eduardo Gel de la Rosa / Argenis
- Lupita Ferrer - Cecilia Gel de la Rosa
- Dalila Colombo - Gisela#1
- Daniel Alvarado - Joel Cruz
- Belén Díaz - Ligia
- Orángel Defín - Marcos González
- Hilda Blanco - Luz
- Eva Mondolfi - Verónica Hernández de González
- Angel Acosta - Roberto de la Rosa
- Omar moinello - Leonardo Santaevo
- Nancy González - Gisela#2
- Denisse Novell - Mariana González Hernández
- Eduardo Bástidas - René González Hernández
- Mónica Rubio - Martha González Hernández
- Ana Martínez - Esther de Santaevo
- Gabriela Spanic - Carla